# Pú Xi
Pú Xi là một xã thuộc huyện Tuần Giáo, tỉnh Điện Biên, Việt Nam.

## Địa lý
Xã Pú Xi nằm ở phía tây huyện Tuần Giáo, có vị trí địa lý:
- Phía đông giáp xã Mường Mùn
- Phía tây giáp huyện Mường Chà
- Phía nam giáp xã Mường Khong
- Phía bắc giáp huyện Mường Chà.

Xã Pú Xi có diện tích 121,54 km², dân số năm 2022 là 3.573 người, mật độ dân số đạt 29 người/km².

## Hành chính
Xã Pú Xi được chia thành 10 bản: Hát Khoang, Hát Láu, Hua Mùn, Hua Mức I, Hua Mức II, Hua Mức III, Pú Xi I, Pù Xi II, Thẩm Mú, Thẩm Táng.

## Lịch sử
Ngày 25 tháng 8 năm 2012, Chính phủ ban hành Nghị quyết số 45/NQ-CP về việc thành lập xã Pú Xi trên cơ sở điều chỉnh 12.212,11 ha diện tích tự nhiên với 2.351 người và 10 bản: Hát Khoang, Hát Láu, Hua Mức I, Hua Mức II, Hua Mức III, Pú Xi I, Pù Xi II, Hua Mùn, Thẩm Mú, Thẩm Táng của xã Mường Mùn.